# Thierry Perez
Ne doit pas être confondu avec Thierry Pérez.
Pour les articles homonymes, voir Perez.
Thierry Perez, né le 19 novembre 1966 à Paris, est un homme politique français élu député de l'Assemblée nationale en juillet 2024 dans la dixième circonscription de l'Isère.

## Biographie
Thierry Perez est élu lors des législatives de juillet 2024 avec 55,4% des voix dans la 10e circonscription de l'Isère où il est opposé au second tour à Joëlle Richol du Nouveau Front populaire (44,6% des voix),,.
Thierry Perez est membre de la commission des affaires culturelles et de l'éducation, il est également le président du groupe d'études sur le tourisme et le patrimoine à l'Assemblée Nationale,.

## Détail des fonctions et mandats

### Mandats électifs
- Depuis le 7 juillet 2024 : député de la 10e circonscription de l'Isère